# Michelin (Włocławek)
Michelin – dzielnica Włocławka. Według oficjalnego projektu Studium uwarunkowań i kierunków zagospodarowania przestrzennego z 2007 r. Mielęcin i Michelin należą do tej samej jednostki strukturalnej, ściśle przylegającej do dzielnicy Południe. Na wielu mapach Mielęcin zaznacza się jednak jako odrębną dzielnicę, zaczynającą się za lasem (ul. Nowa), a kończącą za ul. Cienistą.
W latach 1954–1972 wieś Michelin należała i była siedzibą władz gromady Michelin. Mielęcin i Michelin przyłączono do Włocławka w 1979 r.
Mielęcin z trzech stron otoczony jest lasami, znajdują się tu zarówno tereny przemysłowe, bloki mieszkalne, domy jednorodzinne, jak i więzienie. Michelin jest niemal wyłącznie dzielnicą willową. Pierwsze wille włocławian powstawały w nim już przed wojną. Michelin od strony południowej graniczy z wsią Nowa Wieś, położony jest wśród lasów.
Według policyjnych statystyk Michelin należy do najbezpieczniejszych dzielnic Włocławka (najmniej przestępstw odnotowuje się na Zawiślu – 2%, na Michelinie niewiele więcej – 4%).

## Historia
Nazwy osiedli pochodzą od nazwisk osób historycznie związanych z terenem, na którym się one znajdują. Stanisław Michelis był przedwojennym właścicielem obecnego Michelina i fundatorem działek pod szkołę, kościół i cmentarz. Kazimierz Mielęcki w latach 60. XIX wieku był właścicielem pobliskiego majątku Nowa Wieś. W początkowej fazie powstania 1863 r. dowodził oddziałem, który stoczył potyczkę z wojskami rosyjskimi majora Nielidowa na terenie obecnego osiedla Mielęcin. W miejscu tym, przy al. Jana Pawła II, znajduje się upamiętniający to wydarzenie krzyż. W XVIII i XIX wieku granicząca z Michelinem rzeka Lubienka nosiła, tak jak i graniczące z nią lasy z przyległościami, nazwę Utrata; przed wojną nazywana również Przedpolną. Jak głosiła wieść, nieodległa karczma o tej samej nazwie, położona przy obecnej ul. Brzezinowej, była miejscem spotkań powstańców z partii Mielęckiego.
Początek Michelina jako osiedla należy datować na 1930 rok. W tymże roku Stanisław Michelis otrzymał z Okręgowego Urzędu Ziemskiego w Warszawie zezwolenie na parcelację 250 ha. Podział nieużytków na działki i stworzenie ekskluzywnej podwłocławskiej dzielnicy willowej jest przykładem wcielenia w życie projektu Stanisława Smolki, z zachowaniem planu rzymskiego, tj. wytyczenia osiedla na tzw. idealnym założeniu urbanistycznym, który to, ze swymi równoległymi oraz prostopadle do nich biegnącymi ulicami funkcjonuje z niewielkimi odstępstwami do dziś. W okresie przedwojennym i tuż po, Michelin, z racji walorów zdrowotnych i krajobrazowych, staje się miejscowością letniskową dla mieszkańców Włocławka. W latach 1935–1936 z inicjatywy mieszkańców oraz szambelana diecezji wzniesiono kościół filialny. Nowo utworzoną parafię pw. Ducha Świętego erygował 15 lipca 1939 r. ordynariusz diecezji Karol Radoński. W 1941 r. kapłani domu bożego zostali wywiezieni do Dachau, gdzie ponieśli męczeńską śmierć. W pierwszych dniach kampanii wrześniowej 1939 r. rejon obecnej ul. Świetlanej, Kukułczej i Michelińskiej znalazł się na linii ostrzału niemieckiej dywizji „Netze”. Podczas wojny Niemcy rozpoczęli w pobliskim kompleksie leśnym budowę zakładów sprzętu lotniczego, tzw. Baustelle. Przez południowo-wschodni skraj Michelina przebiega linia rowów przeciwpancernych, ciągnąca się w kierunku Warząchewki. Niemcy budowali je w 1944 r., wykorzystując siłę roboczą z obozu pracy w Mielęcinie.

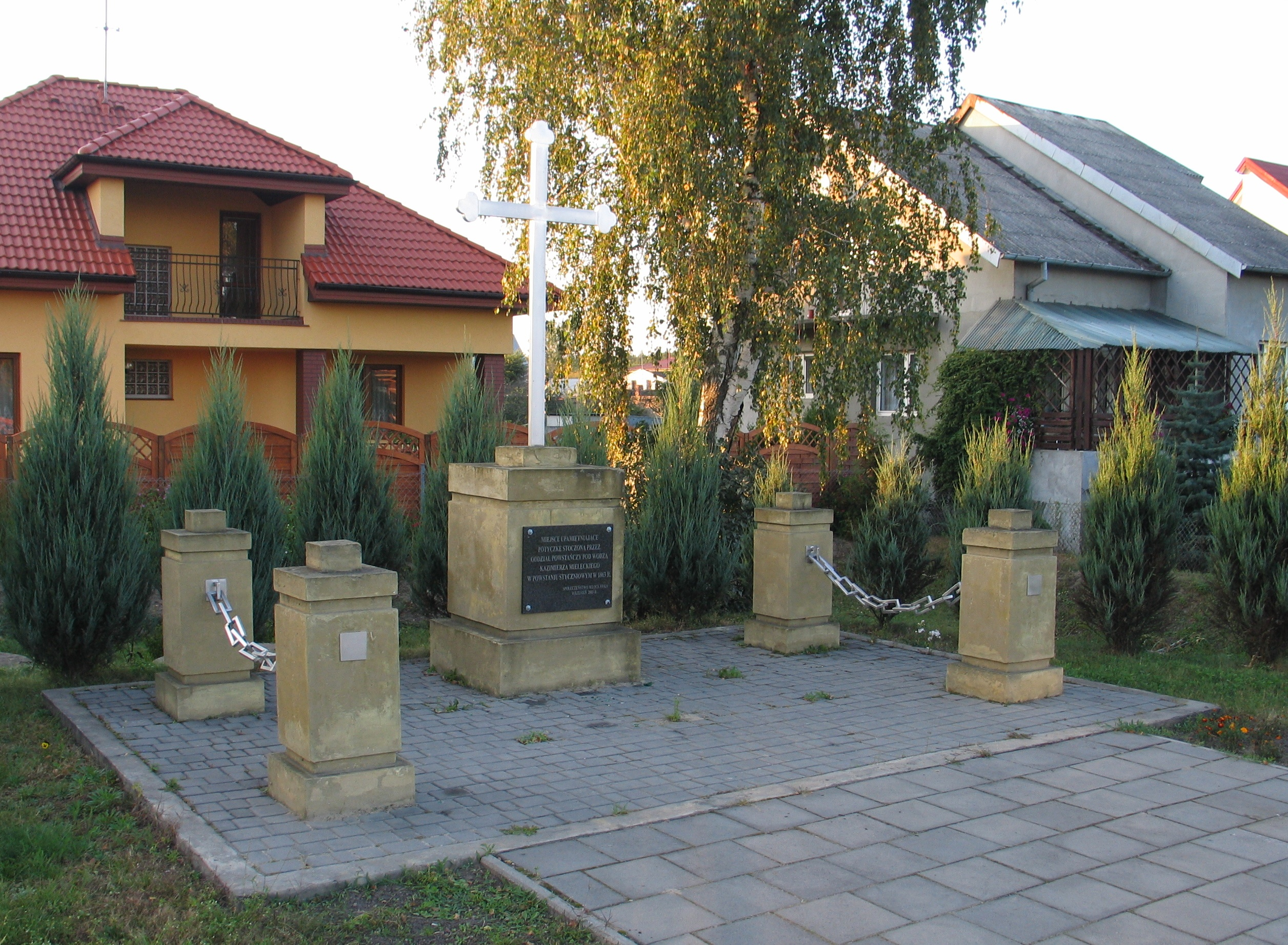
pomnik w Mielęcinie

W Michelinie podczas wojny zamieszkiwał malarz orientalista Aleksander Laszenko, z pochodzenia Rosjanin, „biały” oficer i podróżnik. Mieszkańcem tego osiedla był również major Stanisław Smolka – odkrywca leczniczych źródeł w Wieńcu Zdroju. W jego planach mieścił się zamysł uczynienia z Michelina podobnego kurortu. Dalekosiężne zamierzenia zniweczyła wojna. Także z Michelina pochodzi dwukrotny minister spraw zagranicznych PRL w l. 70. i 80. ub. wieku, Stefan Olszowski. Do niedawna w Michelinie znajdował się Ośrodek Reintrodukcji Sokoła Wędrownego, drugi w Polsce po Ośrodku w Czempiniu. Od wschodu osiedle graniczy z przylegającym doń rezerwatem przyrody „Dębice”, utworzonym w 1998 r.

## Transport
Przed laty przez Mielęcin i Michelin przebiegała trasa kolei wąskotorowej Włocławek Wąskotorowy – Smólsk – Brześć Kujawski, pociąg zatrzymywał się zarówno w Mielęcinie (przedwojenna Stacja Mielęcin, w czasie okupacji Bahnhof Millenzin, w Polsce Ludowej przystanek Milencin), jak i w Michelinie (przystanek Michelin). Tor położony był wzdłuż dzisiejszej alei Jana Pawła II, tuż obok drogi, po jej zachodniej stronie. Z Mielęcina można było dojechać do miejscowości Boniewo, następnie z przesiadkami do Krośniewic. Przystanek Milencin położony był w miejscu, gdzie obecnie znajduje się skrzyżowanie alei Jana Pawła II z ulicą Mielęcińską.